# Liste der Kulturdenkmäler in Sielen
Die folgende Liste enthält die in der Denkmaltopographie ausgewiesenen Kulturdenkmäler auf dem Gebiet des Ortsteils Sielen der  Stadt Trendelburg, Landkreis Kassel, Hessen.
Hinweis: Die Reihenfolge der Denkmäler in dieser Liste orientiert sich an der Anschrift, alternativ ist sie auch nach der Bezeichnung oder der Bauzeit sortierbar.
Kulturdenkmäler werden fortlaufend im Denkmalverzeichnis des Landes Hessen durch das Landesamt für Denkmalpflege Hessen auf Basis des Hessischen Denkmalschutzgesetzes (HDSchG) geführt. Die Schutzwürdigkeit eines Kulturdenkmals hängt nicht von der Eintragung in das Denkmalverzeichnis des Landes Hessen oder der Veröffentlichung in der Denkmaltopographie ab.

## Sielen
| Bild                             | Bezeichnung                              | Lage                  | Beschreibung       | Bauzeit                | Daten |
| -------------------------------- | ---------------------------------------- | --------------------- | ------------------ | ---------------------- | ----- |
| Bild gesucht BW                  | Gesamtanlage Dorfkern                    | Lage                  |                    |                        |       |
| Bild gesucht BW                  | Längsdielenhaus Am Winterhof 1           | Am Winterhof 1 Lage   |                    | 1726                   |       |
| Bild gesucht BW                  | Längsdielenhaus Am Winterhof 2           | Am Winterhof 2 Lage   |                    | 1754                   |       |
| Bild gesucht BW                  | Längsdielenhaus Am Winterhof 3           | Am Winterhof 3 Lage   |                    |                        |       |
| Bild gesucht BW                  | Längsdielenhaus Am Winterhof 5           | Am Winterhof 5 Lage   |                    | 1755                   |       |
| Bild gesucht BW                  | Längsdielenhaus Am Winterhof 7           | Am Winterhof 7 Lage   |                    | 1663                   |       |
| Bild gesucht BW                  | Längsdielenhaus Am Winterhof 9           | Am Winterhof 9 Lage   |                    | 1823                   |       |
| Bild gesucht BW                  | Schule                                   | Bachstraße 2 Lage     |                    | um 1920                |       |
| Bild gesucht BW                  | Längsdielenhaus Bachstraße 5             | Bachstraße 5 Lage     |                    | 1703                   |       |
| Bild gesucht BW                  | Längsdielenhaus Bachstraße 8             | Bachstraße 8 Lage     |                    | Mitte 18. Jahrhundert  |       |
| Bild gesucht BW                  | Längsdielenhaus Bachstraße 9             | Bachstraße 9 Lage     |                    | 1681                   |       |
| Bild gesucht BW                  | Querdielenhaus Bachstraße 17             | Bachstraße 17 Lage    |                    | 18. Jahrhundert        |       |
| Bild gesucht BW                  | Längsdielenhaus Bachstraße 23            | Bachstraße 23 Lage    |                    | 1770                   |       |
| Bild gesucht BW                  | Längsdielenhaus Brückenstraße 9          | Brückenstraße 9 Lage  |                    | 1706                   |       |
| Bild gesucht BW                  | Längsdielenhaus Brückenstraße 11         | Brückenstraße 11 Lage |                    | 1682                   |       |
| Bild gesucht BW                  | Fachwerkhaus Brückenstraße 13            | Brückenstraße 13 Lage |                    | um 1800                |       |
| Längsdielenhaus Brückenstraße 15 | Längsdielenhaus Brückenstraße 15         | Brückenstraße 15 Lage |                    | 1702                   |       |
| Bild gesucht BW                  | Längsdielenhaus Im faulen Hohl 1         | Im faulen Hohl 1 Lage |                    | 1850                   |       |
| Bild gesucht BW                  | Längsdielenhaus Im faulen Hohl 2         | Im faulen Hohl 2 Lage |                    | 1699                   |       |
| Bild gesucht BW                  | Längsdielenhaus Im Flek 2                | Im Flek 2 Lage        |                    | 1757                   |       |
| Bild gesucht BW                  | Längsdielenhaus Oberer Weg 1             | Oberer Weg 1 Lage     |                    | 1718                   |       |
| Bild gesucht BW                  | Evangelische Pfarrkirche                 | Oberer Weg 5 Lage     |                    | 1838-1845              |       |
| Bild gesucht BW                  | Fachwerkhaus Oberer Weg 6                | Oberer Weg 6 Lage     |                    | 1760                   |       |
| Bild gesucht BW                  | Backsteinbau Oberer Weg 7                | Oberer Weg 7 Lage     |                    | Ende 19. Jahrhundert   |       |
| Bild gesucht BW                  | Fachwerkwohnhaus Oberer Weg 8            | Oberer Weg 8 Lage     |                    | Ende 19. Jahrhundert   |       |
| Bild gesucht BW                  | Fachwerkwohnhaus Oberer Weg 10           | Oberer Weg 10 Lage    |                    | Mitte 19. Jahrhundert  |       |
| Bild gesucht BW                  | Wohnwirtschaftsgebäude Oberer Weg 14     | Oberer Weg 14 Lage    |                    | Ende 19. Jahrhundert   |       |
| Bild gesucht BW                  | Querdielenhaus Oberer Weg 17             | Oberer Weg 17 Lage    |                    | 18. Jahrhundert        |       |
| Bild gesucht BW                  | Längsdielenhaus Oberer Weg 18            | Oberer Weg 18 Lage    |                    | 19. Jahrhundert        |       |
| Bild gesucht BW                  | Ständerbau Oberer Weg 20                 | Oberer Weg 20 Lage    | ehemalige Synagoge | frühes 18. Jahrhundert |       |
| Bild gesucht BW                  | Längsdielenhaus Oberer Weg 22            | Oberer Weg 22 Lage    |                    | 1699                   |       |
| Bild gesucht BW                  | Längsdielenhaus Oberer Weg 23            | Oberer Weg 23 Lage    |                    | 1795                   |       |
| Bild gesucht BW                  | Fachwerkhaus Oberer Weg 25               | Oberer Weg 25 Lage    |                    | 1886                   |       |
| Bild gesucht BW                  | Ehemaliges Längsdielenhaus Oberer Weg 27 | Oberer Weg 27 Lage    |                    |                        |       |
| Bild gesucht BW                  | Ehemaliges Gemeindespritzenhaus          | Oberer Weg 32 Lage    |                    | Mitte 19. Jahrhundert  |       |
| Bild gesucht BW                  | Wohnwirtschaftsgebäude Oberer Weg 36     | Oberer Weg 36 Lage    |                    | 1817                   |       |
| Bild gesucht BW                  | Querdielenhaus Oberer Weg 38             | Oberer Weg 38 Lage    |                    | 1801                   |       |